# Lean Six Sigma
A lean six sigma folyamatfejlesztő eljárás ötvözi a lean sebességet és a six sigma minőséget, az üzleti kulcsfolyamatok fejlesztése során.
E módszer egy olyan problémamegoldó eljárás, amely az üzleti kulcsfolyamatokra koncentrálva az azokban felmerülő hibák számát és az ingadozást igyekszik minimalizálni a vevői igény jobb kielégítése érdekében költséghatékony módon az áramlás javítása, valamint a hibák számának minimalizálásával.  Célja olyan minőségi szint elérése és fenntartása, ahol egymillió hibalehetőségre vetítve hosszú távon maximum 3,4 db előfordulás jut.
A módszer létrejötte egyfajta természetes fejlődési folyamat eredménye, hiszen bár vannak közös eszközei és technikái a két módszernek, azonban önmagában egyik eljárás ismerete még gyakran nem elégséges arra, hogy stabil, fenntartható vállalati folyamatok keletkezzenek.
A lean módszer eszközeinek elsajátítása valamivel könnyebb, mivel nem szükséges matematikai statisztika ismeretekkel rendelkezni, azonban számos lean szakember felismerte, hogy a legnagyobb fejlődést nem azzal lehet elérni, ha automatikusan gyorsítják a munkát a veszteségforrások kiküszöbölésével, hanem gyakran azt be kell lassítani elsőként, a hibák gyökérokának kiderítése érdekében, s ezek megszüntetését követően lehet nagyobb sebességre kapcsolni csak.

## Története
A két strukturált problémamegoldó eljárás egymással párhuzamosan fejlődött. Talán azért vált ismertebbé six sigma, vagy magyarul hat szigma módszer előbb, mert mindvégig angolszász területen, a minőségügyi szakemberek részvételével kristályosodott ki mai formájában, ezzel szemben a lean módszer "titokban" Japánban került kidolgozásra, miután Toyota mérnökei tanulmányozták az amerikai termelési módszereket (elsősorban Henry Ford tömeggyártásra vonatkozó koncepcióit), s szabták testre saját piacuk igényei szerint. Lean módszer eredményeivel az 1990-es években szembesültek a multinacionális autóipari vállalatok, amikor  James P. Womack, Daniel T. Jones, and Daniel Roos , a The Machine That Changed the World című könyvükben összehasonlították a Japán autógyártók által elért eredményeket amerikai versenytársaikéval.
Bár sokan Bob Galvint, a Motorola első emberét tartják a Six Sigma módszer atyjának, aki az 1980-as években tűzte vállalata zászlajára e képesség elérését, azonban a megközelítés gyökerei jóval korábbra nyúlnak vissza.
Az 1900-as évek elején Sir Ronald Fisher olyan statisztikai fogalmakat vezetett be, mint például a p érték, valamint az ANOVA (angolul Analysis of Variance), vagy magyarul varianciaanalízis. Újításai miatt sokan a modern statisztika atyjának is tekintik.
A statisztikai folyamatkontroll (angolul Statistical Process Control – SPC) alapjait 1924-ben dolgozta ki Dr. Walter Shewhart, amit abból a célból vezetett be, hogy a folyamatokban rejlő normál ingadozás hatásaitól el tudja különíteni a speciális ingadozásét.
Dr. W. Edwards Deming már az 1940-es, valamint az 50-es években a minőségügy szószólójává vált, jóval azelőtt, hogy az divatszóvá vált volna a menedzserek között.  Számos alkalommal utazott el Japánba, hogy vállalatvezetőkkel konzultáljon és ismertesse velük a minőségügy számos területét. A nevéhez tartozik a menedzsereknek szánt híres 14 alapelve Archiválva 2018. szeptember 8-i dátummal a Wayback Machine-ben, valamint a 7 halálos betegség listája, amit minden cégvezetésnek el kell kerülnie. 
Dr. Kaoru Ishikawa, a Tokió Egyetem professzora 1943-ban állította össze listáját azokról az eszközökről, amelyeket ma 7 elemi eszköz vagy 7 minőségügyi eszköz néven ismer a világ (részletesen lásd 6.2 alfejezetekben). Ishikawa professzor szerint egy termelő vállalatnál a minőséggel kapcsolatosan előforduló problémák 95%-át meg lehet oldani az általa felsorolt 7 eszközzel . Állítólag azért pont 7 eszközt nevezett meg, mert egy 12. században élt híres szamuráj 7 halálos fegyverének kívánt emléket állítani ezzel a listával. 
Az MAIC módszert az 1980-as évek elején a Motorola kiváló mérnöke, Bill Smith fogalmazta meg, és akkor alkalmazta a Six Sigma eljárást a folyamatok minőségi szintjének mérésére, amikor a Motorola mobilszegmense nagyjából 3 szigma minőségi színvonalán működött és jelentős reklamációkkal szembesült vevői oldalról. Hogy magasabb minőségi szintre tudjon lépni a vállalata, Smith a százalékos minőségiszint-mutatók helyett a hibák számát egymillió előfordulásra számolta át, és bevezette a 6 szigma szintű minőség fogalmát a ± 1,5 szigmás eltolással. Vállalati szintű kezdeményezéssé azonban a Motorola akkori elnöke, Bob Galvin emelte az alábbiakkal:
·       1989-re 10x-es javulást írt elő a minőség és a szolgáltatási szint területén a bázishoz képest,
·       1991-re 100x-osra emelte e célt, hogy
·       1992-re elérje vállalata a Six Sigma képességet.
1994-től a Motorola egyre inkább megosztotta partnereivel e módszert, többek között a Texas Instruments, valamint az ABB Work vállalatokkal, és az eljárás terjedését nagyban segítette, hogy ebben az évben több Six Sigma szakértő is elhagyta az anyavállalatot.
Talán Jack Welch alkalmazta ezt a filozófiát a legszélesebb körben vállalatánál, a General Electricnél azzal, hogy a MAIC lépések elé helyezte a Definiálás fázisát, és az így kiegészített folyamatot a vállalati kultúra DNS-ének részévé tette.
1997-től napjainkig egyre több vállalat ismeri fel a Six Sigma eljárás hasznát, különösen olyan módszerekkel kombinálva, mint a Toyota nevéhez köthető Lean módszer.
Taiichi Ohno által azonosított 3 "MU" közül Toyota módszert másoló vállalatok mérnökei elsősorban a "MUDA" típusú veszteségekre, azaz a 7 fő veszteségforrásra koncentráltak, azonban a Lean filozófia átültetése nélkül, csak annak eszközeinek és technikáinak másolásával nem lehetett fenntartható fejlődést elérni Archiválva 2018. szeptember 8-i dátummal a Wayback Machine-ben. Mielőtt a veszteségforrások kiküszöbölésének nekiállnánk az értékáramlás feltérképezését követően, rendkívül fontos a folyamatokban megrejlő ingadozás "MURA" megértése és minimalizálása, ami bizony gyakran csak statisztikai eszközök alkalmazásával, mint például statisztikai folyamatkontroll, vagy más néven spc lehetséges, hogy elkerüljük az ingadozás okozta harmadik "MU"-t a "MURI"-t, azaz a gépek, emberek, anyagok túlterhelését és az ebből következően újratermelődő veszteségeket.
Lean módszer a Kaizen típusú megközelítést szorgalmazza, azaz próbáljunk  meg gyorsan, kis lépésben javítani a folyamaton, azaz tegyünk "valamit", ami bizony nem mindig célravezető, vagy fenntartható, mert komplex vállalati folyamatok esetén gyakran nem sikerül megérteni a probléma gyökérokát, s ennek következtében nem fenntartható, vagy nem hatásos akciók keletkeznek. Ezzel szemben Six Sigma eredetileg a projektjellegű megközelítést alkalmazta, azaz hosszabb időszakot szánva az egyed DMAIC lépésekre elsőre jó megoldást kívánt elérni. Ez utóbbinak viszont a lassúságát kritizálták a folyamatok vevői. 
A Lean Six Sigma eljárás megpróbálja ötvözni a kettőt egyfajta kaizen six sigma megközelítéssel, ami azt jelenti, hogy feladat bonyolultságától függően 1-2 hetet a probléma analízisre fordítanak az esemény résztvevői felhasználva mindkét módszer eszközrendszeréből azokat, amelyek a leginkább célravezetők, majd 3-5 napos gyors akció keretében egy nem 100%, de nagyrészt használható első megoldást foganatosítanak, melyet a bevezetést követő időszakban tökéletesítenek.
A jelentős változás a 2 módszer alkalmazásában nemcsak az, hogy mindkét eljárás technikáit megismerik az érintett mérnökök, technikusok, hanem megbízhatóbb alapokon álló gyökérok analízist végeznek azok, akik eddig csak lean eszközöket alkalmaztak, s six sigma eljárást preferálók pedig nem esnek az analízis-paralízis csapdájába és jóval rövidebb idő alatt képesek lezárni egy-egy fejlesztési akciót.
Az 5 leghasznosabb lean eszköz six sigma folyamatfejlesztés során Archiválva 2018. szeptember 8-i dátummal a Wayback Machine-ben:
- Értékáramlás térkép (value stream map - vSM)
- Ütemidő, vagy takt idő
- 5 Miért technika
- 7 módszer elemzés
- Hibamentes gyártás, vagy japánul poka yoke

A 3 leghasznosabb six sigma eszköz lean problémamegoldá során:
- Mérőrendszer analízis
- Folyamatképesség vizsgálat
- Statisztikai folyamatkontroll

## A lean six sigma módszer legfontosabb eszközei "MURA" megértésére és megszüntetésére
Lean: 5S, vizuális menedzsment, standard munkavégzés, értékáramlás térkép készítése (VSM), ütemidő (takt idő) , poka yoke, heijunka
Six Sigma: folyamattérkép, Mérőrendszer analízis (pl. gage R&R),  folyamatképesség vizsgálat (Cp/cpk), statisztikai folyamatkontroll (SPC), hipotézis vizsgálatok

## Ajánlott irodalom
- James P. Womack, Daniel T. Jones, Daniel Roos: The Machine That Changed the World. 1990.  ISBN 978-0743299794
- James P. Womack-Daniel T. Jones: Lean szemlélet. HVG könyvek, Budapest. ISBN 978-963-9686-83-0
- Jeffrey K. Liker: A Toyota-módszer. HVG könyvek. Budapest. ISBN 978-963-968-643-4
- Thomas Pyzdek: The Six Sigma Handbook. ISBN 978-9339221775
- The Lean Six Sigma Pocket Toolbook: A Quick Reference Guide to 100 Tools for Improving Quality and Speed. ISBN 978-0071441193
- Fehér Norbert - A LEAN SIX SIGMA folyamatfejlesztés kézikönyve ISBN 978-615-00-0208-8